# Friedrich Otto von der Groeben
Friedrich Otto von der Groeben (* 10. März 1619 auf Gut Lichterfelde; † 23. März 1697 in Meseberg) war ein kurbrandenburgischer Obrist, Chef eines Regiments zu Fuß sowie Erbjägermeister der Kurmark. Zudem war er Amtshauptmann von Wittstock, Zechlin und Lindau sowie Erbherr von Lichterfelde, Schönermark, Baumgarten und Meseberg.

## Herkunft
Seine Eltern waren Otto von der Groeben (* 13. März 1581; † 17. August 1656) und dessen Ehefrau Maria von Rochow aus dem Haus Plessow. Sein Vater war Erbherr auf Lichterfelde, Prenden, Meses und Dabergroß. Seine Schwester Anna Maria (1616–1674) war mit dem kurbrandenburgischen Obristen Johann Georg von Ribbeck verheiratet. Der Geheimrat Hans Ludwig von der Groeben (1615–1669) war sein Bruder.

## Leben
Er ging 1639 mit zwei Knechten in die Dienste des Kurfürsten von Sachsen Johann Georg I. Er kam in das Leibregiment in die Kompanie des Rittmeisters Dietrich von Broesigke. Er kämpfte gegen die Schweden bei der Belagerung von Zwickau. Nach einem halben Jahr wurde er Fahnenjunker des Regiments.  Er nahm seinen Abschied beim Oberstleutnant von Knochen. Er ging nach Berlin, wo er 1640 an Pocken erkrankte. 1641 kam er in die Leibkompanie des Obristen Johann Georg von Ribbeck, Kommandeur von Spandau. 1643 kam er als Fähnrich in die Leibkompanie des Kurfürsten unter Pierre de la Cave. Als der damalige Kapitänleutnant Georg Friedrich von Vollmar eine Kompanie in der Festung Memel erhielt, übernahm Friedrich Otten dessen Stelle.
Im Jahr 1650 wurde er Kammerjunker des Kurfürsten. Seine Kompanie wurde nach Pillau verlegt, dort erkrankte er erneut und erhielt seine Demission. Er beschloss nach seiner Gesundung eine Kavalierstour zu machen und im April 1652 bestieg er in Pillau ein Schiff und reiste nach Amsterdam, um über Spanisch-Niederlande, England und Frankreich wieder zurückzukehren. Er ging zurück an den Hof in Berlin und erhielt wieder seine Stelle als Kammerjunker.
Als der Zweite Nordische Krieg zwischen Schweden und Polen ausbrach, ernannte ihn der Kurfürst zum Major und schickte ihn zum Regiment des Feldherrn Otto Christoph von Sparr in Lippstadt. Er marschierte 1656 mit dem Regiment von Westfalen in die Mark und 1657 nach Berlin, wo er mit anderen Regimentern an der Befestigung von Cölln arbeitete. Binnen drei Monaten baute man das Bollwerk hinter dem Jägerhof samt einer halben Kurtine in Richtung Leipziger Tor. Im selben Jahr wurde er Oberstleutnant und 1658 Amtshauptmann von Wittstock, Zechlin und Lindau. Er zog mit der Brandenburger Armee nach Holstein und Jütland, nahm an den Kämpfen bei Friedrichsöhr, auf Fünen und bei Greifswald teil. 1659 kämpfte er bei der Belagerung von Demin. Er war in Treptow an der Rega einquartiert, als ihm der Feldmarschall Sparr sein Regiment abtrat und er zum Obristen befördert wurde.
Im Jahr 1679 fielen die Franzosen in Westfalen ein und Brandenburger Truppen wurden in Richtung Minden in Marsch gesetzt. Obwohl er über den Harz, durch Hessen und Paderborn marschieren musste, da Hannover den Durchmarsch verweigerte, kam er rechtzeitig an. Dieses sicherte ihm den öffentlichen Dank des Kurfürsten. 1682 erhielt er die Amtsmannschaft von Mühlenhof und Mühlenbeck als Nachfolger der Oberhofmeisters Zacharias Friedrich von Götzen.

## Familie
Er heiratete am 3. Mai 1654 Maria von Loë (* 15. März 1630; † 2. Dezember 1695). Er hatte mit ihr drei Söhne und vier Töchter, darunter:
- Wilhelm (* 29. August 1665; † 9. April 1721) ⚭ Helene Elisabeth von Lüderitz (* 17. Oktober 1674; † 20. März 1744), deren Tochter Dorothea heiratet später Hermann von Wartensleben

In der Kirche von Lichterfelde fand sich noch Ende des 19. Jahrhunderts die Totenfahne des Friedrich Otto.